# Amtsgericht Isenhagen

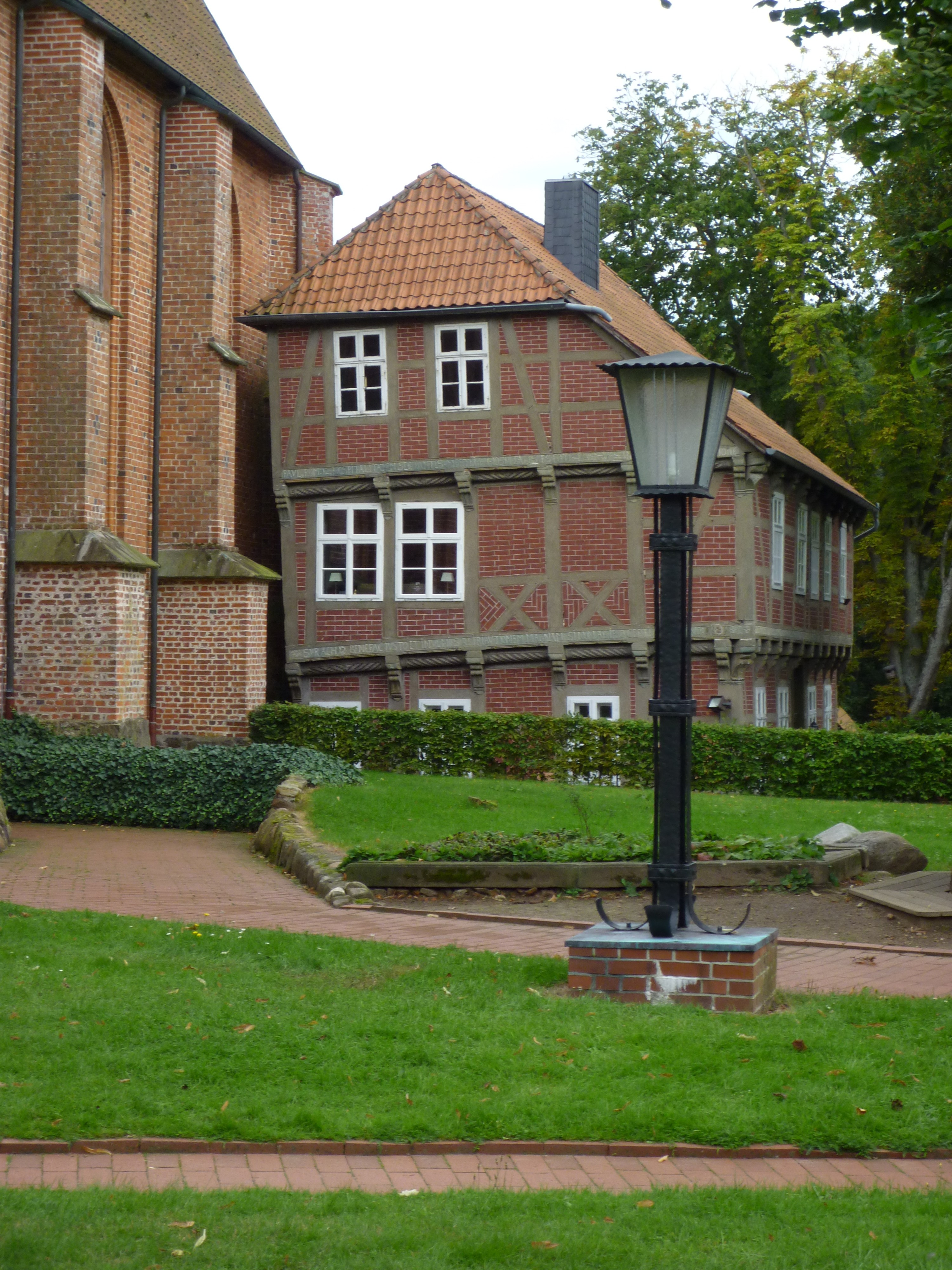
Gästehaus des Klosters Isenhagen, bis 1885 Sitz des Gerichts

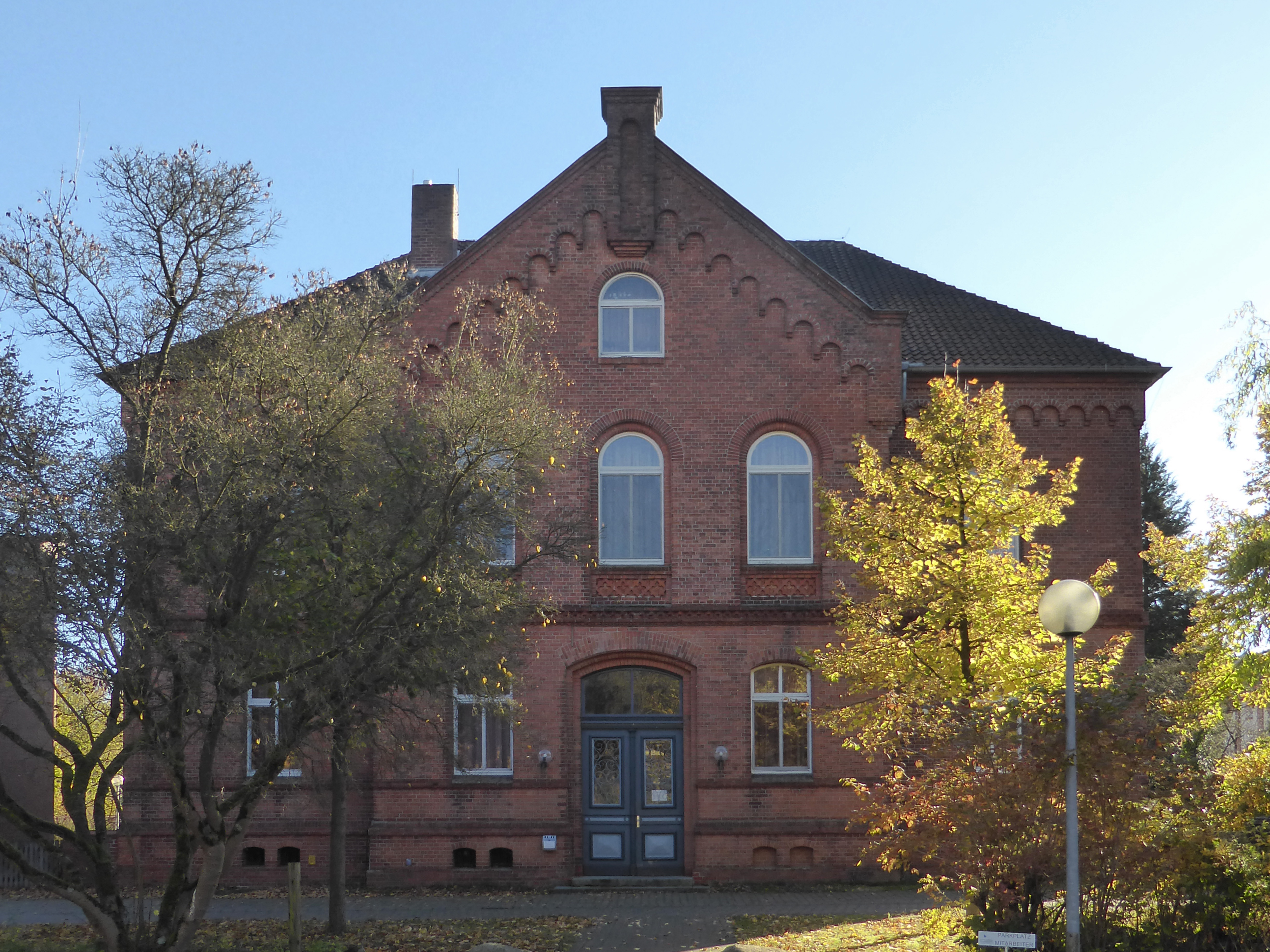
Ehemaliges Amtsgericht von 1884

Das Amtsgericht Isenhagen war ein Gericht der ordentlichen Gerichtsbarkeit mit Sitz in Isenhagen.

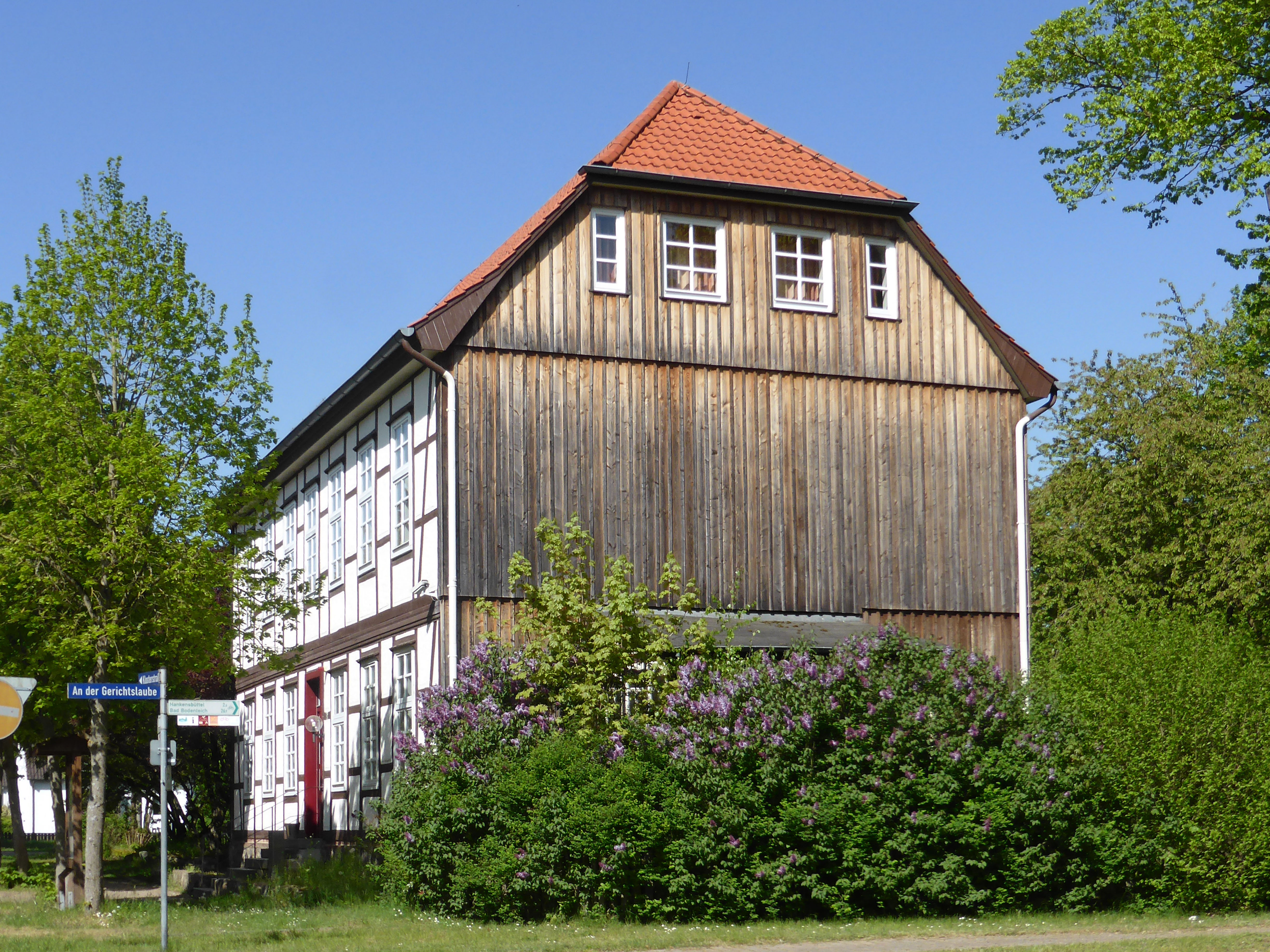
Ehemaliges Amtsrichterwohnhaus

Nach der Revolution von 1848 wurde im Königreich Hannover die Rechtsprechung von der Verwaltung getrennt und die Patrimonialgerichtsbarkeit abgeschafft.
Das Amtsgericht wurde daraufhin mit der Verordnung vom 7. August 1852 die Bildung der Amtsgerichte und unteren Verwaltungsbehörden betreffend als königlich hannoversches Amtsgericht gegründet.
Es umfasste das Amt Isenhagen.
Das Amtsgericht war dem Obergericht Celle untergeordnet. 1859 wurde das Amtsgericht Knesebeck aufgelöst und der Gerichtsbezirk dem Amtsgericht Isenhagen zugeordnet. Mit der Annexion Hannovers durch Preußen wurde es 1866 zu einem preußischen Amtsgericht in der Provinz Hannover.
Mit den Reichsjustizgesetzen wurde 1879 die Gerichtsorganisation reichsweit einheitlich geregelt. Das Amtsgericht Isenhagen blieb bestehen. Der Amtsgerichtsbezirk umfasste das Amt Isenhagen.
Im Jahre 1884 wurde ein neues Amtsgerichtsgebäude erbaut, zuvor nutzte der Amtsrichter bis 1885 das 1595 erbaute Gästehaus des Klosters Isenhagen. Bis 1930 wurde der an das Amtsgericht angebaute Gefängnistrakt zur Unterbringung von Gefangenen genutzt.
Das Amtsgericht Isenhagen war eines von 12 Amtsgerichten im Bezirk des Landgerichtes Lüneburg im Gebiet des Oberlandesgerichtes Celle. Das Gericht hatte damals zwei Richterstellen und war ein mittelgroßer Amtsgericht im Landgerichtsbezirk.
Im Jahre 1949 wurde das „Amtsgericht Isenhagen“ in „Amtsgericht Hankensbüttel“ umbenannt, da die Gemeinde Isenhagen inzwischen in der Gemeinde Hankensbüttel aufgegangen war.
Im Jahre 1974 wurde das Amtsgericht Hankensbüttel aufgehoben. Das ehemalige Amtsgericht Hankensbüttel wurde noch bis April 1975 als Außenstelle des Amtsgerichts Gifhorn genutzt.
Heute werden das ehemalige Gerichtsgebäude und das gegenüberliegende Wohnhaus des Amtsrichters
von der Fachakademie für Augenoptik Hankensbüttel als Internat genutzt.